# NGC 661
NGC 661 (други обозначения – UGC 1215, MCG 5-5-5, ZWG 503.14, PGC 6376) е елиптична галактика (E) в съзвездието Триъгълник.
Обектът присъства в оригиналната редакция на „Нов общ каталог“.